# Nordby (Fanø)
 For alternative betydninger, se Nordby. (Se også artikler, som begynder med Nordby)
Nordby er den største by på Fanø med 2.689 indbyggere  (2024) og samtidig øens færgehavn med forbindelse til Esbjerg på fastlandet.
Nordby er vokset op omkring den oprindelige bebyggelse Odden. I løbet af 1700-tallet skete en udvikling af skipperbyen, som stadig præger Nordbys gamle del. Det oprindelige stisystem i byen (slipper) havde retning øst-vest, mens den nuværende Hovedgade, der går nord-syd er sekundær. I dag er byen vokset mod vest og syd, således at Nordby nu er sammenbygget med den del af Rindby, der blev kaldt Nørby eller blot "Byen", der ligger syd for Strandvejen mod ferieområdet Fanø Bad.
Befolkningen i Nordby er beskæftiget i turisme, håndværk og servicefag. Med lukningen af søfartsuddannelserne er andelen af søfolk faldende, mens antallet af pendlere til fastlandet er stigende.
I Nordby ligger også Fanø skole, tidligere Nordby skole, der er øens eneste skole og har 351 elever fordelt på 0-10. klasse. Skolen bruges primært af øens beboere, men bruges også i mindre grad af folk fra Esbjerg. Skolen huser også Nordby Bibliotek.
I et tidligere elværk på Strandvejen i Nordby ligger Fanø Bryghus med mikrobryggeri og café.
Nordby ligger i Fanø Kommune og hører til Region Syddanmark.